# Die Spaßvögel
Die Spaßvögel auch Joyeux farceurs oder Merry Jesters  ist ein Gemälde des postimpressionistischen französischen Malers Henri Rousseau aus dem Jahr 1906. Es hat die Maße 145,8 auf 113,4 cm und ist in Öl auf Leinwand gemalt. Es ist Teil der „Louise and Walter Arensberg Collection“ des Philadelphia Museum of Art. 
Zu sehen ist eine Gruppe von fünf nicht näher bestimmbaren Affen mit dunkelbraunem bis schwarzem Fell und eines Vogels vor einer stark stilisierten, vorwiegend in Grüntönen gehaltenen Urwaldlandschaft.

## Bildbeschreibung
Vier Affen mit dunkelbraunem bis schwarzem Fell drängen sich im unteren Bilddrittel eng aneinander. Ihre Gesichter sind in Vorderansicht dargestellt. Der größte von ihnen verdeckt mit seinem zum unteren Bildrand parallel verlaufenden Rücken den Großteil der Körper der zwei kleineren Affen. Die Körper der beiden kleineren Affen sind an der vertikalen mittleren Bildachse fast spiegelbildlich zueinander angeordnet. Der rechte der kleinen Affen hält einen weißen Stab. Das seiner Hand nähere Ende des Stabes endet in einer leuchtend roten Verdickung. Der Körper des vierten zur Gruppe gehörenden Affen wird von hellgrünen Gräsern verdeckt die den gesamten unteren Bildrand bedecken. Ausschließlich sein Gesicht und einer seiner Arme schauen zwischen den Grashalmen hervor. In seiner Hand hält er einen spitz zulaufenden Stab an dessen Ende sich eine mit der Öffnung zum Boden gerichtete Flasche befindet. Die in der Flasche befindliche Flüssigkeit entleert sich zwischen die unter ihr befindlichen Grashalme. Ein weiterer artgleicher Affe befindet sich direkt unter der horizontalen mittleren Bildachse, links der mittleren vertikalen Bildachse. Sein Torso ist in Frontalansicht dargestellt und ein Teil seines Gesichtes wird von einem hervorhängenden Laubblatt verdeckt. Den Blick hat er auf die Gruppe seiner Artgenossen gerichtet. Um die Mäuler der Affen herum nimmt die Behaarung stark zu, es wirkt fast als hätten sie Vollbärte. Die Haare um die Augenpartien sind länger als das restliche Fell. Bei den kleineren Affen verändert sich die Fellfarbe in Bart- und Augenbrauenpartie bis ins beigefarbene während die Fellfarbe beim großen Affen in diesen Bereichen unverändert ist. Lediglich eine Reihe weißer Zähne und Glanzlichter in seinen Augen heben sich deutlich vom dunklen Fell ab. Über den Affen thront ein Vogel auf einem aus dem rechten Bildrand hervorsprießenden Ast der nur spärlich belaubt ist. Sein Brustgefieder ist in unterschiedlichen beigefarbenen Nuancen modelliert und seine Silhouette wird von weißen, eng am Körper anliegenden Flügeln begrenzt. Bis auf eine gerade, hochgewachsene Blume mit vielen weißen Blütenköpfen und ein kleines Stück blauen Himmels am oberen mittleren Bildrand ist die gesamte restliche Leinwand von stilisierten Gras-, Farn- und Baumblättern in Grün- und Brauntönen bedeckt. Die scherenschnittartige Anordnung der verschiedenen Blätterlagen lassen keine perspektivische Tiefenmodellierung zu, sie erinnern eher an die Schiebekulisse einer Theaterbühne.

## Bildinterpretation
Da Rousseau Frankreich nie verlassen hat, kann er sich die Inspiration für seine Dschungelgemälde nicht erster Hand geholt haben. Vorbild für die meisten seiner Pflanzendarstellungen waren beispielsweise eigene Studien, welche er im Jardin des Plantes in Paris angefertigt hat.
Die Inspiration für seine Tierdarstellungen holte sich Rousseau von Postkarten und aus verschiedenen Zeitschriften, zum Beispiel aus Bêtes sauvages, einem Album populär gewordener Tierdarstellungen. Angesichts dieser Quellen ist es erstaunlich, dass Rousseau die Affen nicht in Gefangenschaft darstellt wie er sie aus den Käfigen der zoologischen Gärten in Paris kannte. Er befreit sie förmlich aus ihren Käfigen und überträgt sie in das künstliche Pflanzenambiente der Treib- und Gewächshäuser. Die Affen lässt er zudem menschliche Tätigkeiten verrichten, hier das Ausgießen aus einer Glasflasche. Dadurch, dass die Affen keinen direkten Kontakt zu dem mit Menschen in Verbindung stehenden Gegenstand der Flasche haben, wird die durch diese Freiheit entstehende Unabhängigkeit noch verdeutlicht.